# 半田俊哉
半田 俊哉（はんだ としや）は医師で、美容外科医。大塚美容形成外科・歯科　総院長。フジテレビの「B.C.ビューティー・コロシアム」に美のプロフェッショナル（カウンセラー役）として出演していた。

## 経歴
- 1977年（昭和52年）　福岡県立福岡高等学校卒業
- 1983年（昭和58年）　九州大学医学部卒業、同付属病院第二外科入局
- 1985年（昭和60年）　九州大学大学院入学
- 1989年（平成元年）　同大学院修了
- 1990年（平成 2年）　大塚美容形成外科勤務
- 1999年（平成11年）　同副院長就任
- 2010年（平成22年）　同総副院長就任
- 2016年（平成28年）　同総院長就任